# 高胤禎
高胤禎（： Go Youn-Jung；1996年4月22日—），先前常用譯名為高允貞，或錯譯為高允真，韓國女演員、模特兒。因精緻的五官比例，曾被選為韓國三大整型範本之一。

## 演藝經歷

### 廣告寵兒與影視新秀出道
高胤禎於2016年3月在韓國雜誌《大學明日》第771號的封面模特首度亮相，首爾女子大學畢業後，成為眾多品牌的廣告模特與精品大使，且延續至今。
2019年3月出演電視劇《會讀心術的那小子》，正式以演員身份出道。2020年1月擔任李承哲〈我非常愛你〉的MV女主角，因與朴寶劍同框成為熱門話題。接著在《Sweet Home》與《Law School》的出色表現，開始為大眾熟知。

### 擔綱女主踏穩腳步
2022年8月出演李政宰導演處女作電影《獵首密令》，也是高胤禎首次登上大螢幕，並憑此片入圍青龍電影獎、大鐘賞、百想藝術大賞、與釜日電影獎的新人女演員獎；同年12月在電視劇《还魂：光与影》首次擔任女主角。

2023年8月在Disney+大熱劇集《Moving》飾演繼承父親再生能力的張喜秀一角，再度證明演技實力，並獲得第3屆青龍系列大獎的電視劇部門新人女演員獎。2025年4月在申沅昊的讚賞下力扛《機智住院醫生生活》，以率真與反差萌性格的吳怡瑛一角獲得好評。

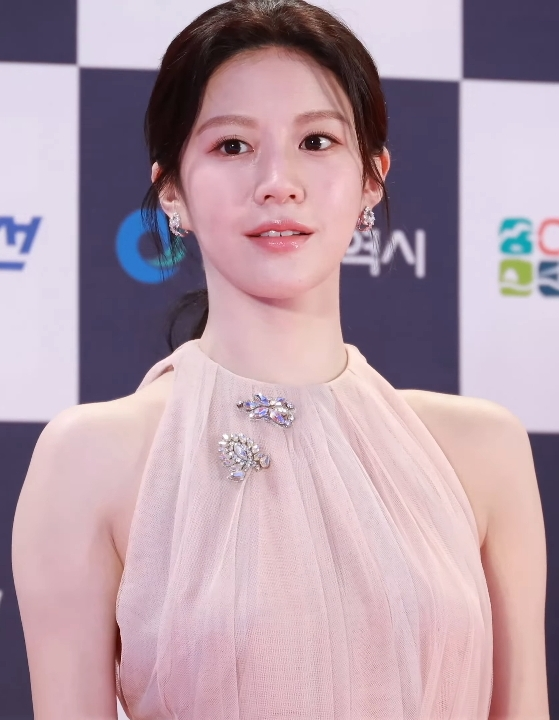
高胤禎2024年於第3屆青龍系列大獎紅毯照

## 影視作品

### 劇集
| 年份   | 平台    | 劇名                 | 角色         | 性質     | 參     |
| 2019年 | tvN     | 《會讀心術的那小子》 | 金素賢       | 配角     | [ 11 ] |
| 2020年 | Netflix | 《非常校護檔案》     | 崔有珍       | 配角     | [ 18 ] |
| 2020年 | Netflix | 《Sweet Home》       | 朴宥莉       | 配角     | [ 19 ] |
| 2021年 | JTBC    | 《Law School》       | 全藝瑟       | 配角     | [ 20 ] |
| 2022年 | tvN     | 《還魂》             | 落壽／趙縈   | 特別出演 | [ 21 ] |
| 2022年 | tvN     | 《還魂：光與影》     | 陳復妍／趙縈 | 主演     | [ 14 ] |
| 2023年 | Disney+ | 《Moving》           | 張喜秀       | 主演     | [ 22 ] |
| 2023年 | Netflix | 《Sweet Home 2》     | 朴宥莉       | 特別出演 | [ 23 ] |
| 2023年 | TVING   | 《死期將至》         | 李智秀       | 特別出演 | [ 24 ] |
| 2024年 | Disney+ | 《照明商店》         | 張喜秀       | 特別出演 | [ 25 ] |
| 2025年 | tvN     | 《機智住院醫生生活》 | 吳怡瑛       | 主演     | [ 26 ] |
| 2025年 | Netflix | 《愛情怎麼翻譯？》   | 車武熙       | 主演     | [ 27 ] |

### 電影
| 年份   | 片名         | 角色   | 性質 | 參     |
| 2022年 | 《獵首密令》 | 趙維靜 | 配角 | [ 13 ] |

### 音樂錄影帶
| 年份   | 歌手     | 歌名           | 備註     |
| 2018年 | 陸星材   | 〈告白〉       |          |
| 2018年 | PENOMECO | 〈No.5〉       |          |
| 2019年 | 10cm     | 〈However〉    |          |
| 2020年 | 李承哲   | 〈我非常愛你〉 | 與朴寶劍 |

## 音樂作品
| 年份   | 型式 | 歌名                 | 專輯                            | 備註   |
| 2025年 | OST  | 〈A Race（달리기）〉 | 《機智住院醫生生活》OST Part.10 | [ 28 ] |

## 提名及獲獎列表
| 年份   | 頒獎典禮                      | 獎項                    | 作品                         | 結果 | 參     |
| 2022年 | 第31屆釜日電影獎              | 新人女子演技獎‬          | 《獵首密令》                 | 提名 | [ 29 ] |
| 2022年 | 第43屆青龍電影獎              | 新人女演員獎            | 《獵首密令》                 | 提名 | [ 30 ] |
| 2022年 | 第58屆大鐘獎                  | 新人女演員獎 ‬           | 《獵首密令》                 | 提名 | [ 31 ] |
| 2023年 | 第59屆百想藝術大獎            | 電影部門 女子新人演技獎 | 《獵首密令》                 | 提名 | [ 32 ] |
| 2023年 | 品牌顧客忠誠度大賞            | 女演員 Rising Star      | 不適用                       | 獲獎 | [ 33 ] |
| 2023年 | 第5届亞洲內容大獎&全球OTT大獎 | 最佳新人女演員獎        | 《Moving》                   | 獲獎 | [ 34 ] |
| 2023年 | 第8屆Dong-A.com's Pick        | 臉蛋天才，演技萬才      | 不適用                       | 獲獎 | [ 35 ] |
| 2023年 | Cine21年度系列                | 最佳新人女演員          | 《Moving》                   | 獲獎 | [ 36 ] |
| 2023年 | APAN Star Awards              | 女子新人獎              | 《還魂：光與影》、《Moving》 | 提名 | [ 37 ] |
| 2024年 | 韓國第一品牌大賞              | 女演員 Rising Star      | 《Moving》                   | 獲獎 | [ 38 ] |
| 2024年 | 第60屆百想藝術大獎            | 電視部門 女子新人獎     | 《Moving》                   | 提名 | [ 39 ] |
| 2024年 | 品牌顧客忠誠度大賞            | 女演員 Hot Trend        | 不適用                       | 獲獎 | [ 40 ] |
| 2024年 | 第19屆首爾國際電視節          | 亞洲明星獎              | 《Moving》                   | 提名 | [ 41 ] |
| 2024年 | 第3屆青龍系列大獎             | 電視劇部門 新人女演員獎 | 《Moving》                   | 獲獎 | [ 42 ] |
| 2024年 | 第22屆年度品牌大賞            | 廣告模特兒獎            | 不適用                       | 獲獎 | [ 43 ] |

## 外部連結
- 高胤禎的Instagram帳戶 
- 高胤禎在NAVER上的资料
- 高胤禎在Daum上的资料
- 高胤禎在HanCinema的頁面（英文）（英文）